# كاستيلريلو ديرايوبايسويريجا
بلدية كاستيلريلو ديرايوبايسويريجا (بالإسبانية: Castrillo de Riopisuerga)‏, هي إحدى بلديات مقاطعة برغش, التي تقع في منطقة قشتالة وليون, والتي تقع في شمال غرب إسبانيا.
يبلغ عدد سكانها 84 نسمة وفقاً لإحصائية سنة (2002).